# Atletik under sommer-OL 2020 - 4×100 meter stafetløb (herrer)
4×100 meter stafetløb for herrer under Sommer-OL 2020 finder sted den 5. august og 6. august 2021.

## Medaljefordeling
| Medaljetagere                                                                  | Medaljetagere                                                                                    | Medaljetagere                                                                | Medaljetagere |
| ------------------------------------------------------------------------------ | ------------------------------------------------------------------------------------------------ | ---------------------------------------------------------------------------- | ------------- |
| Guld                                                                           | Sølv                                                                                             | Bronze                                                                       |               |
| Italien (ITA) · Lorenzo Patta · Marcell Jacobs · Fausto Desalu · Filippo Tortu | Storbritannien (GBR) · Chijindu Ujah · Zharnel Hughes · Richard Kilty · Nethaneel Mitchell-Blake | Canada (CAN) · Aaron Brown · Jerome Blake · Brendon Rodney · Andre De Grasse |               |

## Turneringsformat
Der er kvalificeret 16 hold til konkurrencen, der bliver afviklet med 2 indledende heats og finalen. Efter de indledende heats går de tre bedste fra hvert heat og de to bedste tider direkte til finalen, hvor medaljerne bliver fordelt. 

## Tidsplan
Nedenstående tabel viser tidsplanen for afvikling af konkurrencen:

Japan Standard Time (JST), UTC +9
| Dato      | Tid   | Runde  |
| --------- | ----- | ------ |
| 5. august | 11:30 | Heats  |
| 6. august | 22:50 | Finale |

## Resultater

### Heat 1
| Placering | Bane | Nationalitet       | Atleter                                                                               | Reaktion | Resultat | Note  |
| --------- | ---- | ------------------ | ------------------------------------------------------------------------------------- | -------- | -------- | ----- |
| 1         | 5    | Jamaica            | Jevaughn Minzie, Julian Forte, Yohan Blake, Oblique Seville                           | .146     | 37.82    | Q, SB |
| 2         | 3    | Storbritannien     | Chijindu Ujah, Zharnel Hughes, Richard Kilty, Nethaneel Mitchell-Blake                | .152     | 38.02    | Q, SB |
| 3         | 4    | Japan              | Shuhei Tada, Ryota Yamagata, Yoshihide Kiryū, Yuki Koike                              | .147     | 38.16    | Q, SB |
| 4         | 9    | Frankrig           | Mouhamadou Fall, Jimmy Vicaut, Méba-Mickaël Zeze, Ryan Zeze                           | .156     | 38.18    | SB    |
| 5         | 2    | Brasilien          | Rodrigo do Nascimento, Felipe Bardi dos Santos, Derick Silva, Paulo André de Oliveira | .140     | 38.34    | SB    |
| 6         | 8    | Trinidad og Tobago | Kion Benjamin, Eric Harrison Jr., Akanni Hislop, Richard Thompson                     | .150     | 38.63    | SB    |
|           | 6    | Holland            | Joris van Gool, Taymir Burnet, Chris Garia, Churandy Martina                          | .146     |          | DNF   |
|           | 7    | Sydafrika          | Clarence Munyai, Shaun Maswanganyi, Chederick van Wyk, Akani Simbine                  | .150     |          | DNF   |

### Heat 2
| Placering | Bane | Nation   | Deltagere                                                               | Reaktion | Tid   | Noter |
| --------- | ---- | -------- | ----------------------------------------------------------------------- | -------- | ----- | ----- |
| 1         | 4    | Kina     | Tang Xingqiang, Xie Zhenye, Su Bingtian, Wu Zhiqiang                    | .152     | 37.92 | Q, SB |
| 2         | 9    | Canada   | Aaron Brown, Jerome Blake, Brendon Rodney, Andre De Grasse              | .177     | 37.92 | Q, SB |
| 3         | 5    | Italien  | Lorenzo Patta, Marcell Jacobs, Fausto Desalu, Filippo Tortu             | .170     | 37.95 | Q, NR |
| 4         | 6    | Tyskland | Julian Reus, Joshua Hartmann, Deniz Almas, Lucas Ansah-Peprah           | .134     | 38.06 | q, SB |
| 5         | 8    | Ghana    | Sean Safo-Antwi, Benjamin Azamati-Kwaku, Emmanuel Yeboah, Joseph Amoah  | .137     | 38.08 | q, NR |
| 6         | 3    | USA      | Trayvon Bromell, Fred Kerley, Ronnie Baker, Cravon Gillespie            | .148     | 38.10 | SB    |
| 7         | 7    | Danmark  | Simon Hansen, Tazana Kamanga-Dyrbak, Kojo Musah, Frederik Schou-Nielsen | .143     | 38.16 | NR    |
|           | 2    | Tyrkiet  | Ertan Özkan, Jak Ali Harvey, Kayhan Özer, Ramil Guliyev                 | .146     |       | DQ    |

### Finale
| Placering | Bane | Nation         | Deltagere                                                              | Reaktion | Tid        | Noter                  |
| --------- | ---- | -------------- | ---------------------------------------------------------------------- | -------- | ---------- | ---------------------- |
| 1         | 8    | Italien        | Lorenzo Patta, Marcell Jacobs, Fausto Desalu, Filippo Tortu            | 0.154    | 37.50      | WL, NR                 |
| 2         | 4    | Canada         | Aaron Brown, Jerome Blake, Brendon Rodney, Andre De Grasse             | 0.148    | 37.70      | SB                     |
| 3         | 7    | Kina           | Tang Xingqiang, Xie Zhenye, Su Bingtian, Wu Zhiqiang                   | 0.153    | 37.79      | =NR                    |
| 4         | 5    | Jamaica        | Jevaughn Minzie, Julian Forte, Yohan Blake, Oblique Seville            | 0.158    | 37.84      |                        |
| 5         | 3    | Tyskland       | Julian Reus, Joshua Hartmann, Deniz Almas, Lucas Ansah-Peprah          | 0.136    | 38.12      |                        |
| –         | 9    | Japan          | Shuhei Tada, Ryota Yamagata, Yoshihide Kiryū, Yuki Koike               | 0.139    |            | DNF                    |
| –         | 2    | Ghana          | Sean Safo-Antwi, Benjamin Azamati-Kwaku, Emmanuel Yeboah, Joseph Amoah | 0.160    | DQ         | R 170.7[kilde mangler] |
| DQ        | 6    | Storbritannien | CJ Ujah, Zharnel Hughes, Richard Kilty, Nethaneel Mitchell-Blake       | 0.141    | DQ (37.51) | R 41.1                 |